# Valdivia-Kultur

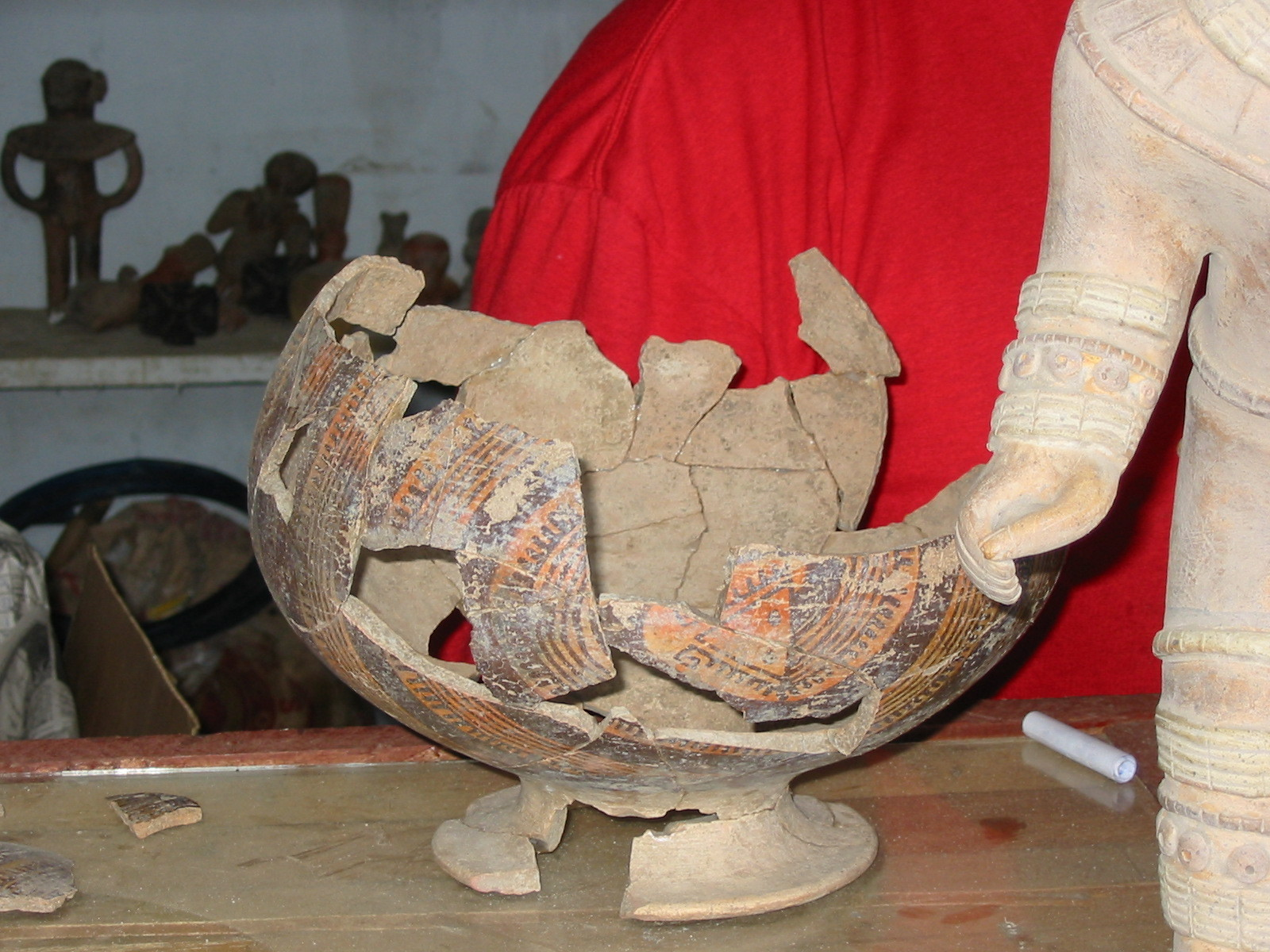
Keramik der Valdivia-Kultur

Valdivia ist die Bezeichnung einer präkolumbischen Kultur, deren Artefakte entlang der Flussläufe der Küstenregion Ecuadors gefunden wurden. Sie existierte zwischen dem 40. und dem 18. Jahrhundert v. Chr. und bildet die Ältere Formative Periode (3900 bis 2300 v. Chr.) in der Geschichte Ecuadors.

## Typlokalität und Fundorte

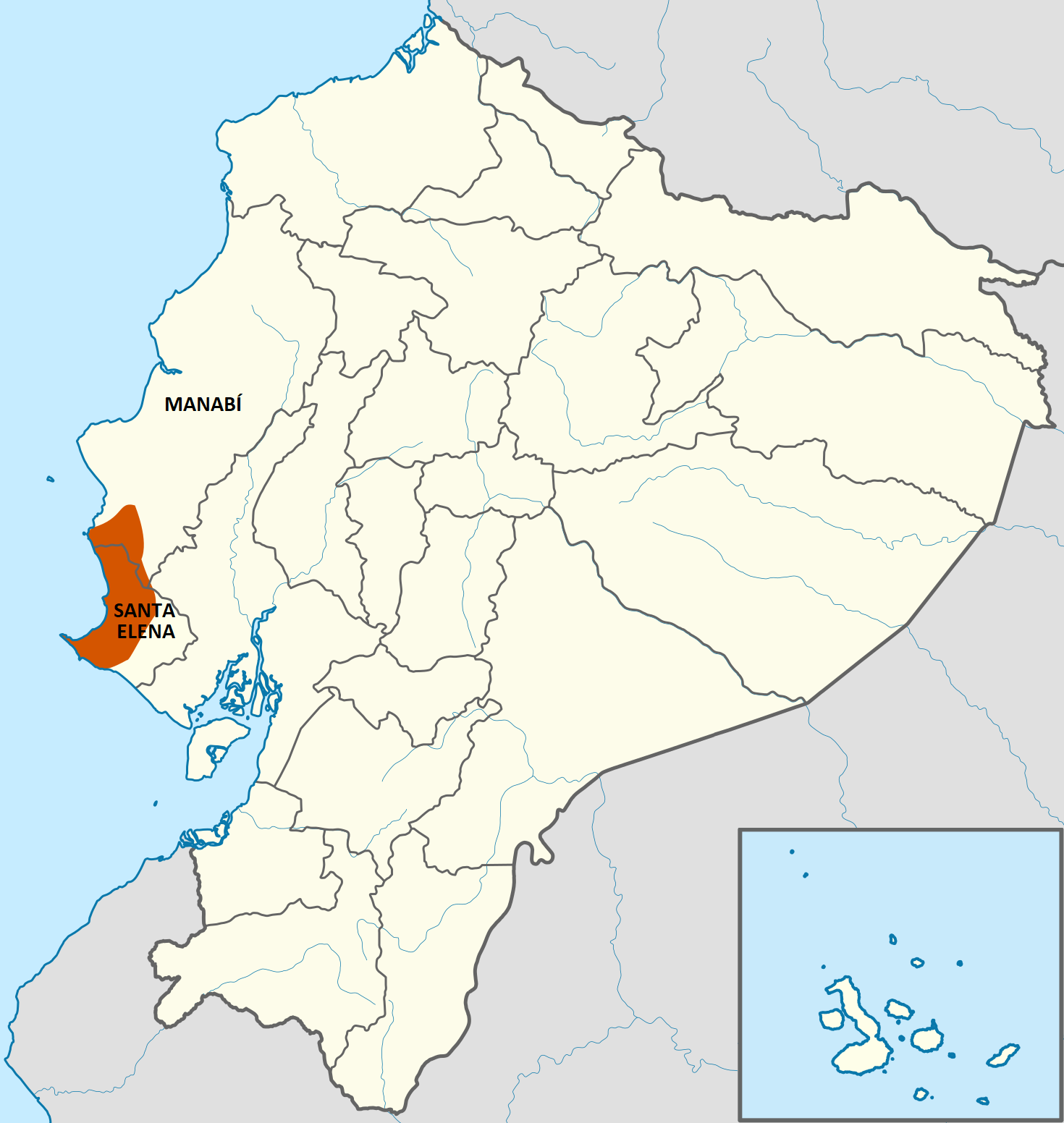
Verbreitungsgebiet der Valdivia-Kultur

Die Valdivia-Kultur hat ihre Bezeichnung von dem in der Provinz Guayas gelegenen, kleinen Küstenort Valdivia erhalten – eponyme Typlokalität sowie erste Fundstelle ihrer Artefakte. Die Kultur breitete sich ferner über die Provinzen Santa Elena, Los Ríos, Manabí und El Oro aus. Bedeutende Fundorte der Kultur sind neben der Typlokalität der Ort San Pedro, das in einem Küstental gelegene Loma Alta sowie Real Alto im Tal von Chanduy; untergeordnet ferner die Lokalitäten Aguadita, Clementina, La Centinela, La Emerencia, La Lora, Pueblo Nuevo, Punta Concepcion, San Isidro und San Pablo. Insgesamt sind mehr als 150 Fundplätze bekannt.

## Entdeckung und Erstbeschreibung
Die Kultur wurde 1956 von dem ecuadorianischen Archäologen Emilio Estrada entdeckt, der sie bis zu seinem Tod 1961 gemeinsam mit Clifford Evans und Betty Meggers erforschte. Evans und Meggers beschrieben die Keramiken der Valdivia-Kultur als von der japanischen Jōmon-Kultur Kyūshūs abstammend und nahmen demzufolge Kontakte beider Kulturen an. Diese Theorie wurde aber schon früh weitgehend abgelehnt. Jedoch lassen neuere genetische Haplogruppenuntersuchungen einen Kontakt mit Japan durchaus für möglich erscheinen.

## Stratigraphie und zeitlicher Rahmen
Hill (1975) unterscheidet für die Valdivia-Kultur vier Stadien mit insgesamt acht Phasen (von jung nach alt):
| Stadium       | Phase      | Zeitraum              |
| ------------- | ---------- | --------------------- |
| Endstadium    | 8          | 1907 bis 1758 v. Chr. |
| Spätstadium   | 6 und 7    | 2381 bis 1907 v. Chr. |
| Mittelstadium | 3, 4 und 5 | 3151 bis 2381 v. Chr. |
| Frühstadium   | 1 und 2    | 3969 bis 3151 v. Chr. |

Die Daten sind mit CalPal kalibrierte Radiokohlenstoffdaten.

## Bedeutung
Die Valdivia-Kultur war eine der ersten neolithischen Kulturen auf dem amerikanischen Kontinent. Sie war auf dem Gebiet des heutigen Ecuador aus der noch älteren Las-Vegas-Kultur (8000 bis 4600 v. Chr.) hervorgegangen, der Übergang war aber nicht nahtlos erfolgt, sondern von einer über sechshundertjährigen Zäsur geprägt.

## Lebensweise
Die Ansiedlungen der Valdivia-Kultur befanden sich in der Mehrzahl auf Anhöhen und waren generell um einen zentralen Platz errichtet worden, welchen die Behausungen kreisförmig, U-förmig oder elliptisch umgürteten. Als Behausungen dienten kreisrunde bis ovale Pfostenhütten mit bis zu 3 Meter Durchmesser. Der meist rechteckige Platz war mit seiner Längsachse in nördlicher Richtung ausgerichtet und diente als öffentlicher Versammlungsort. Die größten Valdivia-Siedlungen nahmen über 10 Hektar Grundfläche ein. Das religiöse Zentrum Real Alto beispielsweise hatte 12,4 Hektar und bestand aus rund 50 bis 100 Hütten, seine Bevölkerung dürfte schätzungsweise bei 1500 bis 3000 Menschen gelegen haben. In der Spätphase wurden Zeremonienhügel aufgeworfen, die über eine Rampe oder Stufen vom Zentralplatz erreicht werden konnten; sie waren als Paar angeordnet und teilten somit den Platz in zwei Hälften, die durch einen Korridor zwischen den Hügeln miteinander in Verbindung standen.
Der Lebensunterhalt der sesshaften Menschen basierte auf der Landwirtschaft, dem Fischfang (selbst Fischreste der Tiefsee konnten nachgewiesen werden) und dem Sammeln von Meeres- und Krustentieren wie beispielsweise Krebsen, oft wurde aber auch Wild nachgestellt. Pflanzliche Überreste zeigen, dass bereits Mais, rote Kidneybohne, Kürbis, Maniok und Chili angebaut wurden. Außerdem wurde Baumwolle zur Herstellung von Bekleidung kultiviert. Die Valdivia-Kultur kannte außerdem bereits tausend Jahre vor den peruanischen Küstenzivilisationen einfache Webrahmen. Auch Reibsteine und Handwalzen wurden verwendet.

## Keramik und Kunstwerke

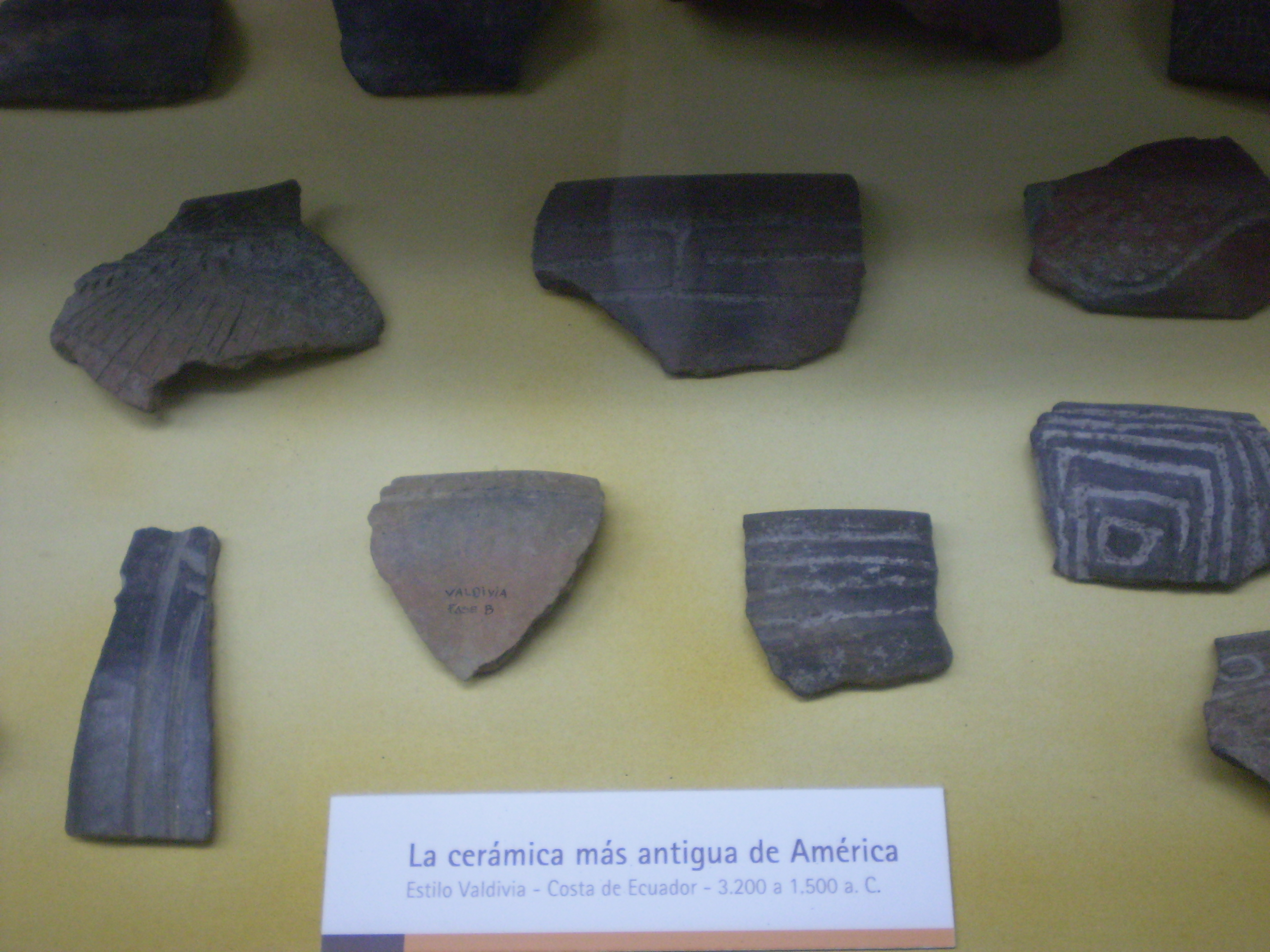
Die Keramikreste der Valdivia-Kultur gelten als die ältesten Keramikfunde Amerikas

Die Keramik der Valdivia-Kultur war ursprünglich recht derb und zweckgebunden gefertigt, sie wurde aber im Verlauf der Zeit immer mehr verfeinert und perfektioniert. Dieser Trend trifft auch für die Steinbearbeitung zu. Gewöhnlich wurden rote und graue Waren hergestellt – charakteristisch für die Valdivia-Keramik sind jedoch polierte, dunkelrote Gefäße. Gefertigt wurden Schüsseln und Krüge mit entweder kurzem oder hochgezogenem Stulprand. Die Krüge waren meist einfach gehalten und dienten zur Aufbewahrung der Nahrungsvorräte. Die Schüsseln hingegen waren reichhaltig bunt bemalt; in ihnen wurde Nahrung und Flüssigkeit gereicht und eine Verwendung als zeremonielle Trinkgefäße ist anzunehmen. Auf einigen Gefäßen wurden die Abdrücke von Maiskörnern gefunden – ein indirekter Hinweis auf den Maisanbau.

Mörser von der Südküste Ecuadors, 4000 bis 1500 v. Chr.
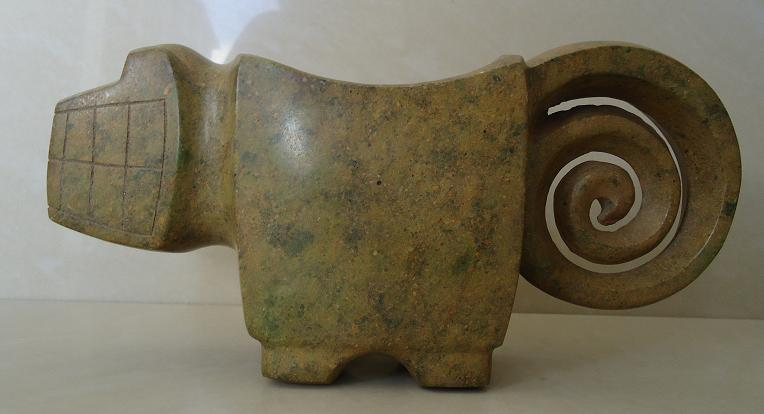
Stilisierte Jaguargestalt
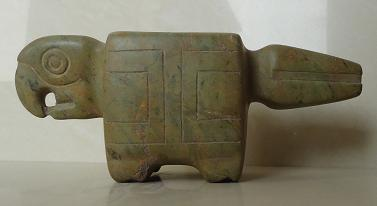
Papageiengestalt

Eine Besonderheit stellen als Tiermotive (Jaguar und Papagei) in Stein gearbeitete Mörser dar, die vorwiegend zur Nahrungs- und Gewürzzerkleinerung gedient haben dürften, wahrscheinlich aber ebenfalls bei der rituellen Cocazubereitung Verwendung fanden.

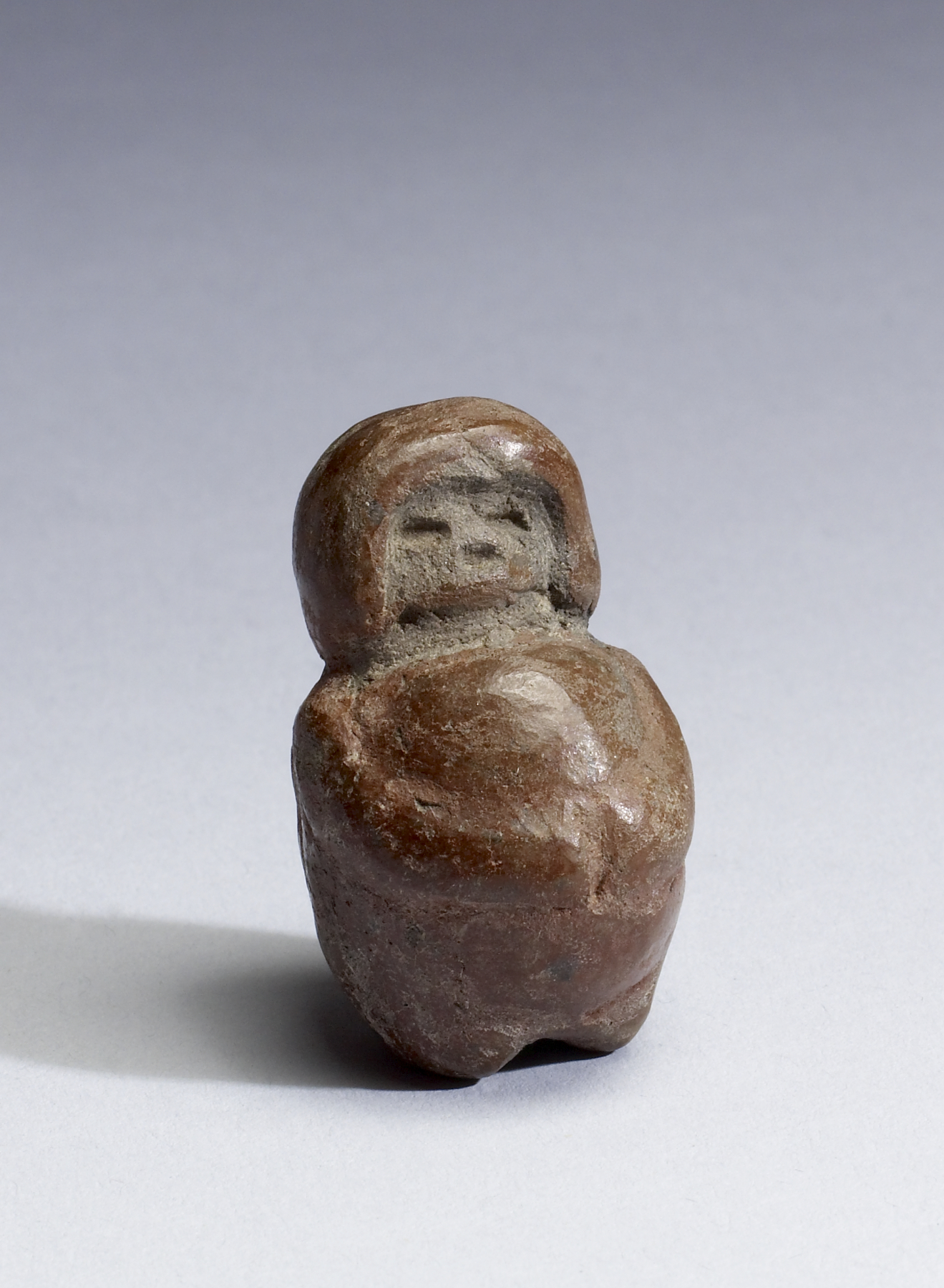
Valdivia-Kultur, schwangere Frauenfigurine

Die Kultur ist bekannt für die Venus von Valdivia. Diese bildet Teil von kleinen Figuren, die in sehr schematischer Form Frauen mit sehr deutlichen Sexual- und Fertilitätsmerkmalen darstellen, wie es bei den Venus-Darstellungen von Jungsteinzeit-Kulturen auf der ganzen Welt der Fall ist (siehe auch Venusfigurinen).
Die Frauenfiguren weisen meist eine sehr aufwendige Haartracht auf, ihr Gesicht zeigt oft Einritzungen, Arme und Beine sind nur angedeutet, oft fehlen die Arme ganz. Auch Schwangere werden dargestellt. In ihrer Konzeption besitzen diese Figurinen eine große Ähnlichkeit mit den Statuetten von Tlatilco.
Für Kulthandlungen wurden aus bemalten und durchbohrten Muschelschalen Masken hergestellt.

## Kulturelle Beziehungen
Die Valdivia-Kultur stand bereits sehr früh über die Küstenregion Ecuadors mit der Nordküste Perus in kultureller Verbindung. So macht sich der Einfluss der nordperuanischen Cerro-Narrío-Kultur (um 2800 v. Chr.) mit dünnwandiger Keramik in der Spätphase der Valdivia-Kultur deutlich bemerkbar.